# Commandement unifié de la Force armée nationale
Le Commandement Unifié de la Force Armée Nationale (en espagnol : Comando Unificado de la Fuerza Armada Nacional) était l'organe le plus élevé de programmation, planification, direction, exécution et contrôle stratégique des Forces Armées Vénézuéliennes, remplissant les fonctions d'un État-major. Il est renommé Commandement Stratégique Opérationnel (en espagnol : Comando Estratégico Operacional) par la Loi Organique de la Force Armée Nationale de 2006.